# 仓单
仓单是倉庫保管人应客戶请求签发的证明客戶財物所有權的證明文件。 客戶把物品交付給倉庫保管人時，倉庫保管人应当把仓单交給客戶。 倉單可轉讓，此時倉庫內的商品所有權也由一方轉交給另一方。